# Grimaud (gemeente)
Grimaud is een Franse gemeente in het departement Var, op tien kilometer afstand van Saint-Tropez, en vijf kilometer in het binnenland. De gemeente telde 4.557 inwoners op 1 januari 2022. Grimaud bezit een ruïnekasteel uit de 11e eeuw. De haven en badplaats in de gemeente Grimaud heet Port Grimaud. Deze badplaats ligt direct aan de Middellandse Zee tussen Sainte-Maxime en Saint-Tropez.
Grimaud is bekend van het jaarlijkse festival Grimaldines. Dit is een feest ter ere van de familie Grimaldi, die regeert over Monaco.

## Geografie
De oppervlakte van Grimaud bedroeg op 1 januari 2022 44,58 vierkante kilometer; de bevolkingsdichtheid was toen 102,2 inwoners per km².

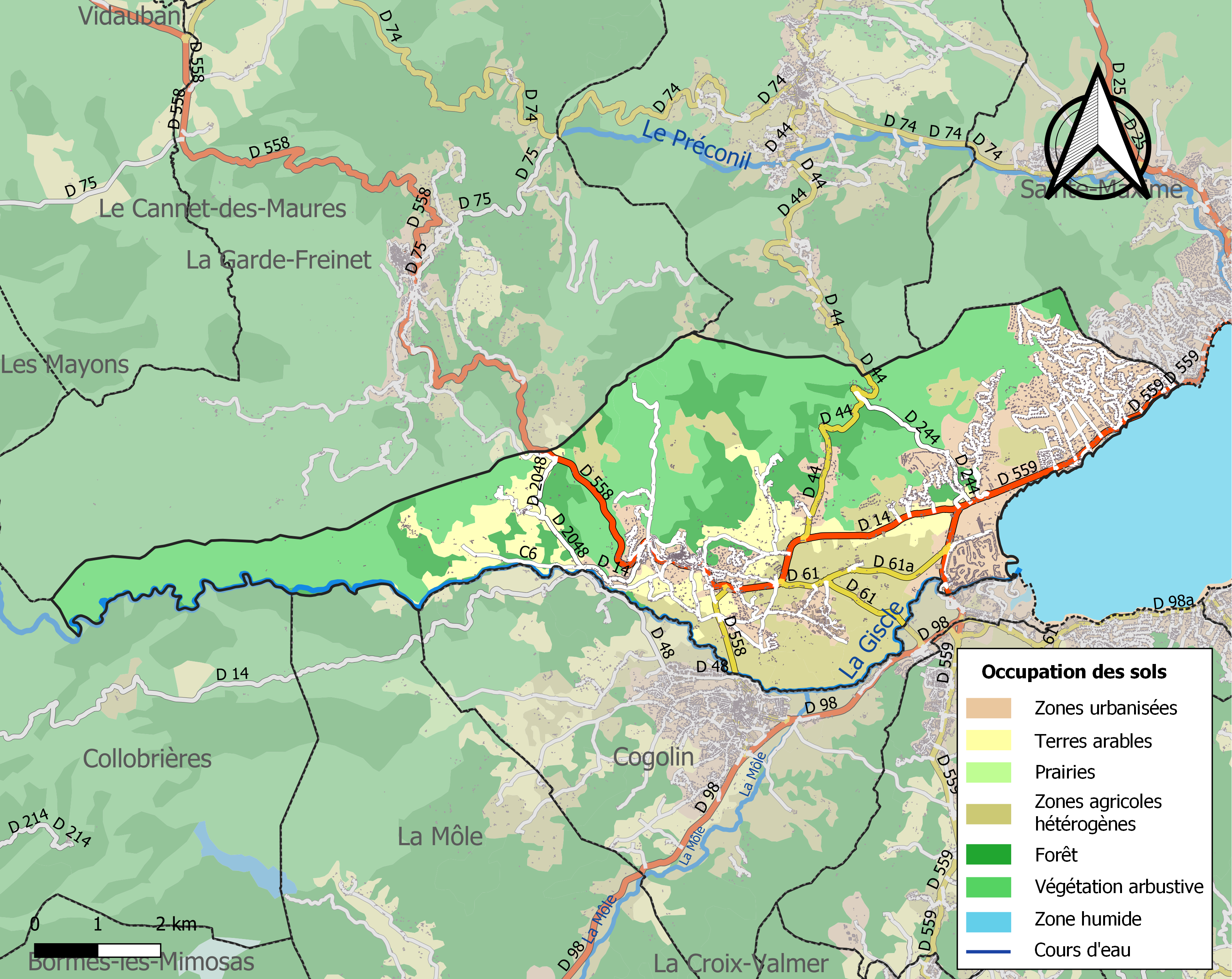
De ligging van Grimaud met de belangrijkste infrastructuur en aangrenzende gemeenten.

## Demografie
Onderstaande figuur toont het verloop van het inwoneraantal van Grimaud. Het betreft hier de ingeschreven inwoners. Opgemerkt wordt, dat veel huizen inmiddels als 'tweede woning' in gebruik zijn.

## Bezienswaardigheden

### Kapellen
De gemeente Grimaud telt diverse kapellen:
- Église Saint-Michel (waarschijnlijk 6e/7e-eeuws, hersteld circa het jaar 1000, romaanse architectuur)
- Chapelle des penitents blancs (13e eeuw, vergroot in 1480)
- Chapelle Saint-Roche (ten oosten van het stadje, 13e eeuw)
- Chapelle Notre-Dame de la Queste (gebouwd tussen 1058 en 1113)

### Romeins aquaduct
- Le Pont au Fees (Gallo-Romeinse tijd, watertransport van de bron van Pancaou wegens zomerse waterschaarste in Grimaud)

## Geboren in Grimaud
- Suzanne Prou (1920-1995), schrijfster

## Overleden in Grimaud
- Bram van Velde (1895-1981), Nederlands kunstschilder